# شراب سیب عالی
شراب سیب عالی (انگلیسی: Good Cider) یک فیلم صامت کوتاه کمدی است که در سال ۱۹۱۴ منتشر شد. از بازیگران این فیلم می‌توان به جولیا کَلهون، بیلی باورز و اولیور هاردی اشاره کرد.